# Douglas Hogg, 1. vikomt Hailsham
Douglas McGarel Hogg, 1. vikomt Hailsham (Douglas McGarel Hogg, 1st Viscount Hailsham, 1st Baron Hailsham) (28. února 1872, Londýn, Anglie – 16. srpna 1950, Hailsham, Anglie) byl britský státník a právník, významný představitel Konzervativní strany první poloviny 20. století. Původně byl úspěšným advokátem, později přešel do funkcí ve státní justiční správě. V konzervativních a koaličních vládách v meziválečném období byl ministrem války a dvakrát lordem kancléřem. Od roku 1928 byl členem Sněmovny lordů. Jeho syn Quintin Hogg byl též významným činitelem Konzervativní strany a několikrát členem vlády.

## Životopis
Pocházel z původně skotské rodiny s obchodními aktivitami v koloniích, byl synem podnikatele a mecenáše Quintina Hogga (1845-1903) a synovcem Jamese Hogga. Po absolvování Etonu studoval v Indii, několik let pracoval pro rodinnou firmu v Karibiku a zúčastnil se búrské války. Po návratu z jižní Afriky působil jako advokát a v oboru občanského a obchodního práva se vypracoval mezi nejlépe placené právníky. Od roku 1917 byl královským justičním radou (King's Counsel), v letech 1920-1922 byl právním zástupcem prince waleského. Ve vládě Bonar Lawa byl jmenován korunním právním zástupcem (attorney general, 1922-1924 a 1924-1928), až poté byl zvolen do Dolní sněmovny (1922-1928). Od roku 1922 byl též členem Tajné rady, v roce 1922 byl zároveň povýšen do šlechtického stavu s titulem Sir. Po smrti vikomta Cave převzal v březnu 1928 ve vládě funkci lorda kancléře, kterou zastával do pádu Baldwinova kabinetu v červnu 1929. V roce 1928 získal titul barona a vstoupil do Sněmovny lordů, po odchodu z vlády v roce 1929 byl povýšen na vikomta. V MacDonaldově vládě pak v letech 1931-1935 zastával funkci ministra války, zároveň byl vůdcem Konzervativní strany ve Sněmovně lordů. Byl jedním ze zvažovaných nástupců Stanleye Baldwina v čele Konzervativní strany, v tom mu ale zabránilo členství ve Sněmovně lordů. Ve funkci ministra války byl oblíbeným u vysokých armádních důstojníků, nepodařilo se mu ale prosadit vyšší výdaje pro vojsko, upřednostněno bylo financování letectva a námořnictva. V letech 1935-1938 byl znovu lordem kancléřem a v Chamberlainově vládě byl od března do října 1938 prezidentem Tajné rady. Zhruba od roku 1936 se zhoršoval jeho zdravotní stav, po záchvatu mrtvice v roce 1938 byl částečně ochrnutý. Duševně zůstal v pořádku a naučil se psát levou rukou, nicméně v říjnu 1938 odešel do soukromí.
Z manželství s Elizabeth Brownovou, dcerou Jamese Trimble Browna, amerického vyslance v Rusku a guvernéra státu Tennessee, měl dva syny. Starší Quintin Hogg, 2. vikomt Hailsham byl dlouholetým významný politikem Konzervativní strany, mladší William McGarel Hogg (1910-1995) působil v diplomatických službách.
První vikomt Hailsham měl čtyři mladší sourozence, bratr Ian Graham Hogg (1875-1914) dosáhl v armádě hodnosti podplukovníka a padl za první světové války. Nejmladší Sir Malcolm Hogg (1883-1978) působil jako právník, byl místopředsedou obchodní komory v Bombaji a členem indické státní rady, v roce 1920 byl povýšen do šlechtického stavu.